# الی کوهن (بازیگر)
اِلی کوهن (عبری: אלי כהן‎؛ زادهٔ ۱۸ دسامبر ۱۹۴۰) بازیگر و کارگردان فیلم اهل اسرائیل است. فیلم‌های او در جشنواره بین‌المللی فیلم برلین (سی و نهمین دوره) و جشنواره فیلم کن ۱۹۹۵ اکران شده‌است.
از فیلم‌ها یا برنامه‌های تلویزیونی که وی در آن نقش داشته‌است، می‌توان به عیسی و باز اشاره کرد.